# Collalto (Colle di Val d'Elsa)
Collalto è una frazione del comune italiano di Colle di Val d'Elsa, nella provincia di Siena, in Toscana.
Collalto è situata nel piano della Speranza su di una altura a sinistra della strada che collega Colle di Val d'Elsa alla Maremma, sulla strada che porta a Montevasoni.

## Storia
Le prime notizie del borgo di Collalto risalgono al 1015 in un atto di permuta di terreni che attestano la proprietà del vescovo di Volterra. L'esistenza di una chiesa, la pieve di San Faustino d'Elsa è documentata invece nel 1115 per il privilegi concessi dal Papa Pasquale II.
Collalto fu a lungo conteso dal comune di Siena che entrò in contrasto con il comune di Colle fino a che, nel 1245, il borgo venne posto, dall'imperatore Federico II, sotto la giurisdizione del comune di Colle.

## Monumenti e luoghi d'interesse
Al centro del borgo si trova la chiesa dei Santi Biagio e Anna, con un loggiato dotato di archi a sesto acuto. L'edificio risale infatti al XVII secolo, essendo stata costruita sui resti della vecchia pieve.

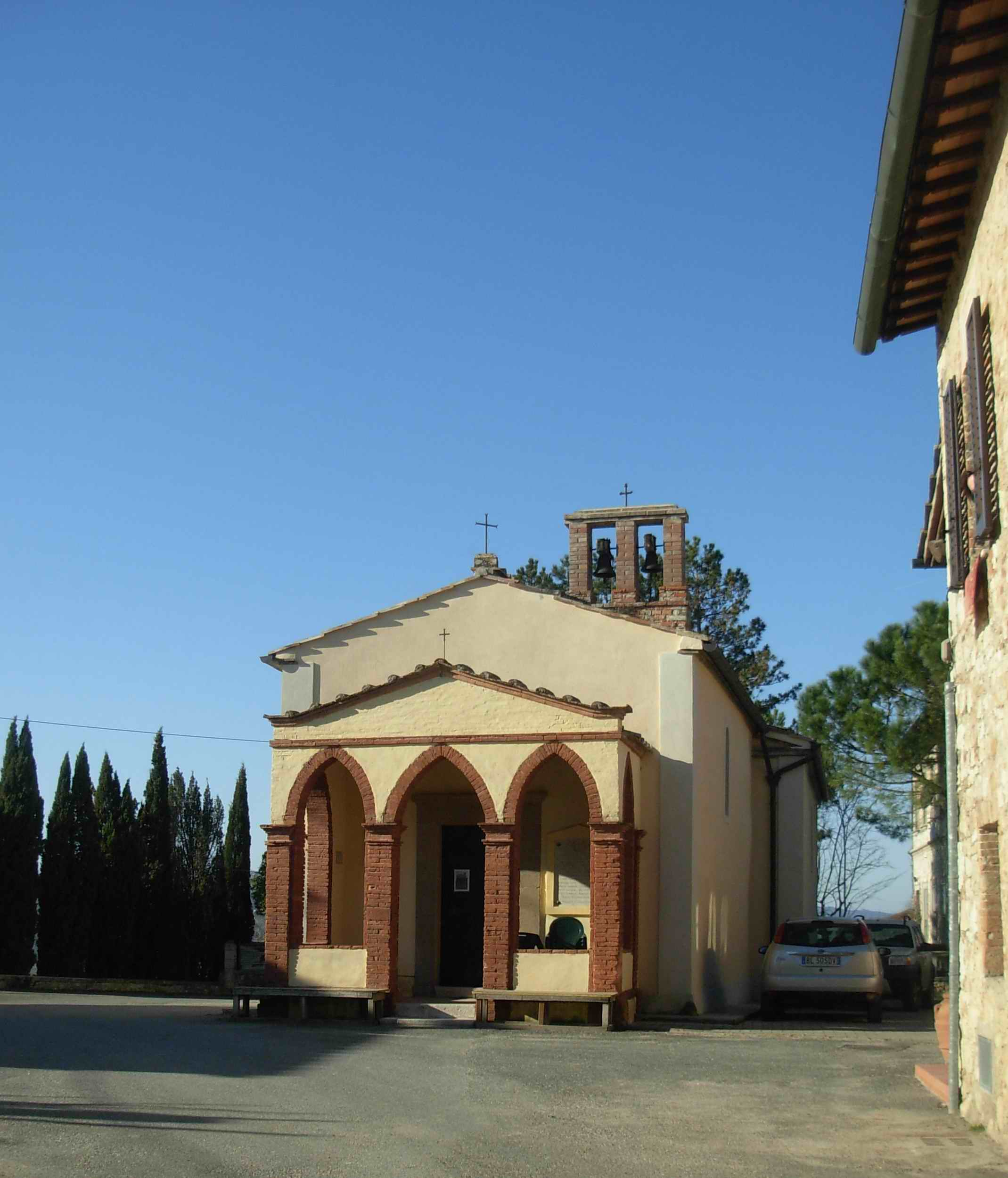
La chiesa dei Santi Biagio e Anna